# Haïti chérie (film)
 (janvier 2012).
Si vous disposez d'ouvrages ou d'articles de référence ou si vous connaissez des sites web de qualité traitant du thème abordé ici, merci de compléter l'article en donnant les références utiles à sa vérifiabilité et en les liant à la section « Notes et références ».
Pour les articles homonymes, voir Haïti chérie.
Pour plus de détails, voir Fiche technique et Distribution.
Haïti chérie est un long métrage dramatique italien réalisé par Claudio Del Punta, sorti en 2007.

## Synopsis
Jean-Baptiste et Magdaleine sont un couple marié de Haïtiens qui travaille dans une plantation de canne à sucre en République Dominicaine. Quand leur bébé meurt de faim, Magdaleine décide de revenir en Haïti.

## Distribution
- Juan Carlos Campos : Doctor
- Yeraini Cuevas : Magdaleine
- Jean Marie Guerin : Pierre
- Valentin Valdez : Jean-Baptiste

## Récompenses et distinctions
- Ce film a gagné le prix « L’environnement, c’est la qualité de la vie », dans le prix du jury des jeunes au festival de Locarno 2007.
- Il a aussi reçu le prix du scénario au festival de Mons en 2008.